# Малинки (Сергиево-Посадский район)
Малинки — деревня в Сергиево-Посадском районе Московской области России, входит в состав сельского поселения Селковского.

## Население
| 1835 | 1850 | 1857 | 1859 | 1895 | 1905 | 1926 | 2002 |
| ---- | ---- | ---- | ---- | ---- | ---- | ---- | ---- |
| 30   | ↗89  | ↗112 | ↗113 | ↘94  | ↘66  | ↗137 | ↘1   |
| 2006 | 2010 |      |      |      |      |      |      |
| ↗5   | ↘4   |      |      |      |      |      |      |

## География
Деревня Малинки расположена на севере Московской области, в северо-восточной части Сергиево-Посадского района, примерно в 79 км к северу от Московской кольцевой автодороги и 28 км к северу от станции Сергиев Посад Ярославского направления Московской железной дороги.
В 13 км юго-восточнее деревни проходит Ярославское шоссе М8, в 20 км к югу — Московское большое кольцо А108, в 4 км к западу — автодорога Р104. Ближайшие населённые пункты — деревни Большие Дубравы, Климово и Новая Шурма.

## История
В «Списке населённых мест» 1862 года — владельческая деревня 2-го стана Переяславского уезда Владимирской губернии по правую сторону Углицкого просёлочного тракта от границы Александровского уезда к Калязинскому, в 52 верстах от уездного города и становой квартиры, при безымянном ручье, с 18 дворами и 113 жителями (58 мужчин, 55 женщин).
По данным на 1895 год — деревня Хребтовской волости Переяславского уезда с 94 жителями (41 мужчина, 53 женщины). Основными промыслами населения являлись возка лесного материала из соседних лесных дач в Сергиевский посад и пилка дров, 4 человека уезжало в качестве фабричных рабочих на отхожий промысел в Москву и уезды.
По материалам Всесоюзной переписи населения 1926 года — центр Малинковского сельсовета Хребтовской волости Сергиевского уезда Московской губернии в 7,5 км от Угличско-Сергиевского шоссе и 34,1 км от станции Сергиево Северной железной дороги; проживало 137 человек (61 мужчина, 76 женщин), насчитывалось 26 хозяйств (25 крестьянских).
С 1929 года — населённый пункт Московской области в составе:
- Трёхселищенского сельсовета Константиновского района (1929—1939)[13],
- Новошурмовского сельсовета Константиновского района (1939—1957)[14],
- Новошурмовского сельсовета Загорского района (1957—1959)[15],
- Торгашинского сельсовета Загорского района (1959—1963, 1965—1991)[16][17],
- Торгашинского сельсовета Мытищинского укрупнённого сельского района (1963—1965)[18][17],
- Торгашинского (до 09.01.1991) и Селковского сельсоветов Сергиево-Посадского района (1991—1994)[17],
- Селковского сельского округа Сергиево-Посадского района (1994—2006)[19],
- сельского поселения Селковского Сергиево-Посадского района (2006 — н. в.)[20][21].